# Optatus
Optatus (4. század) ókeresztény író, püspök
A numídiai Mileve püspöke volt. 375 körül egy hét kötetből álló munkát jelentetett meg Parmenianus karthágói püspök, a donatisták feje ellen. A munkában az egyházi szentségek magában való, s a kiszolgáltatótól független értékét fejtegeti.